# Würenlingen
Würenlingen is een gemeente en plaats in het Zwitserse kanton Aargau en maakt deel uit van het district Baden.
Würenlingen telt 4.301 inwoners.
Bij Würenlingen bevindt zich sinds 1990 ook een opslagplaats voor radioactief kernafval.

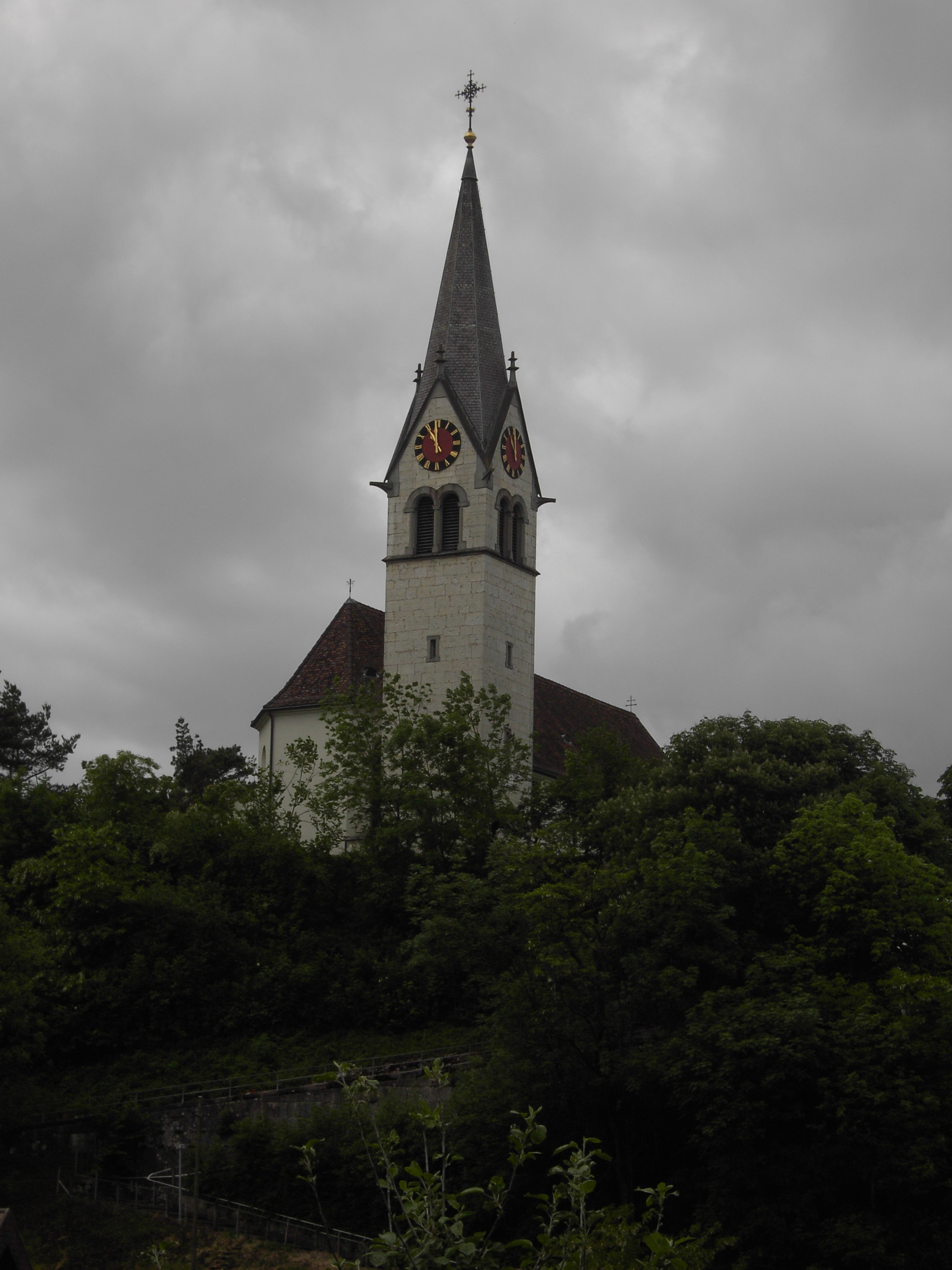
Rom.-cath. Church

Op 21 februari 1970 stortte een Swissair-toestel, dat op weg was naar Israël, neer bij Würenlingen na een bomexplosie. Alle 47 inzittenden kwamen hierbij om het leven. Een Palestijnse terreurgroep eiste de aanslag op.